# Бобиляк Ярослав Іванович
Яросла́в Іва́нович Бобиля́к (нар. 15 вересня 1961, Львів, СРСР) — радянський та український футболіст, що виступав на позиції півзахисника. Найбільше відомий завдяки виступам у складі кіровоградської «Зірки», «Зорі» (Бєльці) та низки інших українських клубів. Після закінчення активних виступів розпочав тренерську кар'єру, як головний тренер очолював хмельницьке «Поділля» та комсомольський «Гірник-спорт».

## Життєпис
Ярослав Бобиляк — уродженець Львова. Футболом займався у ДЮСШ СКА (Львів), у 1981 році виступав за аматорський клуб «Сокіл» (Гайсин). З 1982 по 1988 рік захищав кольори кіровоградської «Зірки», провів за команду майже дві сотні матчів. У 1989 році перейшов до молдовського клубу «Зоря» (Бєльці), де грав аж до розпаду СРСР у 1991 році.
1992 рік Бобиляк провів у складі кременчуцького «Кременя», а навесні 1993 повернувся у кіровоградску «Зірку-НІБАС», разом з якою у сезоні 1993/94 здобув «бронзу» чемпіонату другої ліги та право на підвищення у класі. Втім, наступний сезон кіровоградці розпочали без свого ветерана. Ярослав Бобиляк транзитом через криворізький «Сіріус» опинився у «Закарпатті», а в наступному сезоні перейшов до друголігового клубу «Гарай» (Жовква), кольори якого захищав протягом трьох з половиною сезонів. Паралельно з виступами за «Гарай» брав участь у чемпіонаті України з футзалу в складі львівського «Локомотива». Наприкінці 1998 року Бобиляк завершив активні виступи.
У 2005 році Ярослав Бобиляк увійшов до тренерського штабу київської «Оболоні» на чолі з Богданом Блавацьким, де пропрацював до квітня 2006 року. З липня 2007 року допомагав все тому ж Блавацькому у роботі з хмельницьким «Поділлям», а після відставки останнього напередодні початку сезону 2008/09 очолив команду самостійно. Через незадовільний фінансовий стан клубу та низку інших причин команда провалила осінню частину змагань, посівши 15 місце з 17 команд, після чого тренер залишив колектив. У 2010 році Бобиляк став помічником Сергія Мурадяна у комсомольському клубі «Гірник-спорт». У вересні 2012 очолив команду як виконувач обов'язків головного тренера, однак не допрацював навіть до завершення року. Наприкінці 2013 року увійшов до тренерсько-викладацького складу хмельницької ДЮСШ № 2 як тренер з футзалу.

## Досягнення
- Бронзовий призер другої ліги чемпіонату України (1): 1993/94